# 阮科南
阮科南（1927年9月23日—1975年5月1日），是一位越南共和國陸軍的少將，於1975年4月30日西貢淪陷後自殺身亡。

## 身世
阮科南是阮科占之後，父親是阮科肅，祖父是阮科泓，清化省布政使阮科論之子。